# Cephalomanes thysanostomum
Cephalomanes thysanostomum là một loài thực vật có mạch trong họ Hymenophyllaceae. Loài này được (Makino) K. Iwats. miêu tả khoa học đầu tiên năm 1985.